# شیون اینواوئه
شیون اینوه (انگلیسی: Shion Inoue؛ زادهٔ ۳ اوت ۱۹۹۷) بازیکن فوتبال اهل ژاپن است.
از باشگاه‌هایی که در آن بازی کرده‌است می‌توان به باشگاه فوتبال توکیو وردی اشاره کرد.
وی همچنین در تیم ملی فوتبال زیر ۲۳ سال ژاپن بازی کرده‌است.